# Tête haute, Charly !
Tête haute, Charly ! (Kopf hoch, Charly!) est un film allemand réalisé par Willi Wolff et sorti en 1927.

## Synopsis
Charly n'est pas un homme mais la brune Charlotte Ditmar, que tout le monde appelle Charly. Dans sa vie antérieur, après une période de bonheur avec son mari Frank, les choses ont mal tourner lorsque Frank est parti de Hambourg pour les États-Unis, car il souhaitait emprunter de l'argent à un oncle fortuné. Il a laissé Charly sur le port, désespérée par la douleur de la séparation, qui avait perdu connaissance pour se réveiller chez un armateur. Ne sachant pas ce qui lui est arrivé ni comment, Charly rentre alors dans sa ville natale à Berlin. Totalement confuse et abandonnée, elle doit gagner sa vie pour s'en sortir financièrement et commence à travailler comme mannequin. Pendant ce temps, son mari est devenu un homme très riche à New York, grâce à sa réorientation et à sa nouvelle liaison avec Margie Quinn, une fille de millionnaire. Il mène ne somme une vie de luxe entre Broadway et le pont de Brooklyn. Les époux Ditmar finissent néanmoins par divorcer.
De son côté, désormais libre et sans attache, Charly se réoriente sur le plan masculin et tombe entre les mains du marquis d'Ormesson, qui s'avère rapidement être un faux noble, qu'elle suit à Paris. Mais le Français est plus apparent que réel et montre qu'il n'est rien de plus qu'un imposteur et un faussaire. Sa prochaine liaison avec un membre de la haute noblesse s'avère également être un mauvais coup. Charly fait la connaissance du duc de Sanzedilla et tous deux se marient. Mais le duc est lui aussi un menteur et le mariage se révèle être fictif. Une fois de plus, la Berlinoise se retrouve seule sous la pluie. C'est alors qu'elle rencontre John Jacob Bunjes, l'armateur hambourgeois qui l'avait recueillie pendant son coma. Ce dernier avait jadis démarré sous de mauvais auspices mais il est aujourd'hui dans une bonne situation. Ecoutant le récit de Charly, il l'a prend en pitié et lui propose le mariage. 
Charly accepte car elle est sûre qu'elle sera enfin à nouveau heureuse.

## Fiche technique
- Titre original : Kopf hoch, Charly!
- Titre anglais : Heads Up, Charley
- Réalisation : Willi Wolff
- Scénario :  Robert Liebmann, Willi Wolff, d'après un roman de Ludwig Wolff (réalisateur) (de)
- Production :  Ellen Richter Film, UFA
- Photographie : Axel Graatkjær, Georg Krause
- Direction artistique : Ernst Stern
- Durée : 2 512 m
- Genre : Comédie
- Pays : Allemagne  République de Weimar
- Dates de sortie: 
  - 18 mars 1927 (Berlin)[1]

## Distribution
- Ellen Richter (en) : Charlotte Ditmar
- Anton Pointner : Frank Ditmar
- Michael Bohnen : John Jacob Bunjes
- Max Gülstorff : Harry Mosenheim
- Margaret Quimby : Margie Quinn
- George De Carlton : Rufus Quinn
- Angelo Ferrari : Marquis d'Ormesson
- Robert Scholz : Herzog von Sanzedilla
- Nikolai Malikoff : Prince Platonoff
- Toni Tetzlaff : Fr. Zangenberg
- Marlene Dietrich : Edmée Marchand
- Blandine Ebinger : Näherin
- Albert Paulig : Bunjes' Diener